# Maršovice (okres Benešov)
Maršovice jsou městys v okrese Benešov ve Středočeském kraji. Žije zde 786 obyvatel.
Leží asi šestnáct kilometrů jihozápadně od Benešova, dvanáct kilometrů severovýchodně od Sedlčan, 24 kilometrů západně od Vlašimi a 29 kilometrů východně od Dobříše. Jeho dominantou je pozdně barokní kostel Zvěstování Panny Marie postavený v letech 1774–1775, v němž jsou uloženy ostatky mučedníka svatého Konstantina, a barokní fara s mansardovou střechou, do dnešní podoby vystavěná v roce 1730.
Nejstarší částí Maršovic je zřejmě osada Zaječí. V roce 1999 oslavila 1000 let od první písemné zmínky. Darovací listina, v níž kníže Boleslav II. daroval roku 999 Zaječí novému klášteru svatého Jana Křtitele na Ostrově u Davle se však nedochovala. Ztratila se zřejmě již ve středověku.

## Historie
První písemná zmínka o městečku pochází z roku 1205. Jedná se o darovací listinu krále Přemysla Otakara I., v níž je zmínka o jistém Jiříku z Maršovic. Vladykové a později rytíři z Maršovic drželi zdejší majetek asi do konce 15. století. V první polovině 16. století přecházelo vlastnictví obce z rukou jednoho šlechtického rodu do druhého. Konečně kolem roku 1564 získává Maršovice Vilém Kosoř Malovec z Malovic. Na jeho žádost povýšil císař Maxmilián II. v srpnu 1568 obec na městečko. Maršovice tak získaly městský znak. Koncem 16. století přešel majetek do vlastnictví pánů Hodějovských z Hodějova a na Tloskově, kteří jej drželi až do pobělohorských konfiskací. Poté opět přechází z rukou jednoho rodu do rukou druhého, až jej v roce 1872 kupuje továrník Čeněk Daněk. Ve vlastnictví jeho rodiny zůstal zdejší dvůr až do vyvlastnění po druhé světové válce.
Za druhé světové války se městys stal součástí vojenského cvičiště Zbraní SS Benešov a jeho obyvatelé se museli 1. února 1944 vystěhovat.
Od 10. října 2006 byl obci vrácen status městyse.
V městysi Maršovice (přísl. Podmaršovice, Zálesí, 539 obyvatel, poštovní úřad, telefonní úřad, telegrafní úřad, četnická stanice, katol. kostel) byly v roce 1932 evidovány tyto živnosti a obchody: bednář, družstvo pro rozvod elektrické energie v Maršovicích, holič, 4 hostince, 2 koláři, 2 kováři, 2 krejčí, družstevní lihovar, výčep lihovin, meliorační družstvo, 2 obuvníci, pekař, porodní asistentka, pokrývač, 2 rolníci, sedlář, 3 obchody se smíšeným zbožím, Spořitelní a záložní spolek pro Maršovice, švadlena, 2 tesařští mistři, 2 trafiky, 2 truhláři, zámečník, obchod se zvěřinou a drůbeží.
Ve vsi Zahrádka (přísl. Bezejovice, Dlouhá Lhota, Libeč, Zaječí, Zálesí, 548 obyvatel, samostatná ves se později stala součástí Maršovic) byly v roce 1932 evidovány tyto živnosti a obchody: cihelna, 2 hostince, kolář, krejčí, 3 mlýny, 4 obuvníci, 9 rolníků, 2 obchody se smíšeným zbožím, 2 švadleny, tesařský mistr, 3 trafiky, 2 truhláři, velkostatek.
Ve vsi Zderadice (přísl. Kříže, Mstštice, Řehovice, Tikovice, Vráce, 408 obyvatel, samostatná ves se později stala součástí Maršovic) byly v roce 1932 evidovány tyto živnosti a obchody: bednář, 3 hostince, kovář, krejčí, 3 obuvníci, 27 rolníků, 4 trafiky, truhlář.

## Obyvatelstvo
| Rok            | 1869  | 1880  | 1890  | 1900  | 1910  | 1921  | 1930  | 1950  | 1961  | 1970 | 1980 | 1991 | 2001 | 2011 | 2021 |
| -------------- | ----- | ----- | ----- | ----- | ----- | ----- | ----- | ----- | ----- | ---- | ---- | ---- | ---- | ---- | ---- |
| Počet obyvatel | 1 936 | 2 138 | 2 131 | 1 982 | 1 771 | 1 668 | 1 522 | 1 114 | 1 122 | 933  | 803  | 725  | 685  | 706  | 718  |
| Počet domů     | 264   | 277   | 300   | 293   | 297   | 299   | 307   | 311   | 291   | 264  | 257  | 306  | 320  | 338  | 315  |

## Správa městyse

### Územněsprávní začlenění
Dějiny územněsprávního začleňování zahrnují období od roku 1850 do současnosti. V chronologickém přehledu je uvedena územně administrativní příslušnost obce v roce, kdy ke změně došlo:
- 1850 země česká, kraj České Budějovice, politický okres Benešov, soudní okres Neveklov[14]
- 1855 země česká, kraj Tábor, soudní okres Neveklov
- 1868 země česká, politický okres Benešov, soudní okres Neveklov
- 1939 země česká, Oberlandrat Tábor, politický okres Benešov, soudní okres Neveklov[15]
- 1942 země česká, Oberlandrat Praha, politický okres Benešov, soudní okres Neveklov[16]
- 1945 země česká, správní okres Benešov, soudní okres Neveklov[17]
- 1949 Pražský kraj, okres Benešov[18]
- 1960 Středočeský kraj, okres Benešov
- 2003 Středočeský kraj, okres Benešov, obec s rozšířenou působností Benešov

### Členění městyse
Maršovice se skládají z 16 částí, které leží na čtyřech katastrálních územích:
- Maršovice u Benešova – části Maršovice, Podmaršovice a Zálesí 1.díl
- Strnadice – část Strnadice
- Zahrádka u Benešova – části Zahrádka, Bezejovice, Dlouhá Lhota, Libeč, Zaječí a Zálesí 2.díl
- Zderadice – části Zderadice, Mstětice, Řehovice, Tikovice, Vráce a Záhoří

### Symboly městyse
Znak městyse je historický, vlajka byla městysi udělena rozhodnutím předsedy Poslanecké sněmovny Parlamentu České republiky dne 25. března 2005.

## Doprava
Dopravní síť
- Pozemní komunikace – Do městyse vedou silnice III. třídy.

- Železnice – Železniční trať ani stanice na území městyse nejsou.

Veřejná doprava 2012
- Autobusová doprava – V městysi zastavovaly autobusové linky jedoucí např. do těchto cílů: Benešov, Křečovice, Neveklov, Plzeň, Příbram, Rožmitál pod Třemšínem, Sedlčany, Týnec nad Sázavou, Votice.

## Pamětihodnosti
- Kostel Zvěstování Panny Marie – jedná se o pozdně barokní jednolodní stavbu s hranolovitou věží na západní straně a s rokokovým hlavním oltářem, k níž patří i barokní márnice a jednopatrová barokní fara.[20]
- Výklenková kaplička
- Socha svatého Vojtěcha u hřbitova – rokoková, z druhé poloviny 18. století, s erbem na podstavci[20]
- Severozápadně od městysu se nachází vrch Stejc s terénními pozůstatky hradu Stajice založeného nejspíše v první polovině čtrnáctého století.[21]

## Turistika
Městysem vedou turistické trasy  Neveklov - Zderadice - Maršovice - Manělovice - Olbramovice a  Maršovice - Libohošť - Manělovice - Vrchotovy Janovice.